# Jakob Grob
Jakob Grob   (Obstalden, 28 de març de 1939) és un remer suís, ja retirat, que va competir durant la dècada de 1960.
El 1968 va prendre part en els Jocs Olímpics d'Estiu de Ciutat de Mèxic, on guanyà la medalla de bronze en la prova del quatre amb timoner del programa de rem. Formà equip amb Denis Oswald, Peter Bolliger, Hugo Waser i Gottlieb Fröhlich.